# Deux-Jumeaux
Deux-Jumeaux é uma comuna francesa na região administrativa da Normandia, no departamento Calvados. Estende-se por uma área de 4,11 km². Em 2010 a comuna tinha 53 habitantes (densidade: 12,9 hab./km²).